# Duh
Duh es el primer álbum de estudio de Lagwagon. Fue grabado en los estudios Westbeach Recorders, Los Ángeles, California el 20 de junio de 1992, míticos estudios creados por Brett Gurewitz donde han grabado discos bandas del nivel de Bad Religion, NOFX, The Offspring y Pennywise.
El disco fue producido por Fat Mike, líder de NOFX, y distribuido por Fat Wreck Chords, sello discográfico del propio Fat Mike. El Hefe, guitarrista de NOFX, también colabora en este álbum.

## Listado de canciones
1. "Tragic Vision" - 2:33
2. "Foiled Again" - 1:34
3. "Bury the Hatchet" - 2:46
4. "Angry Days" - 3:14
5. "Noble End" - 1:38
6. "Child (Inside)" - 2:09
7. "Bad Moon Rising" - 1:49
8. "Beer Goggles" - 2:43
9. "Inspector Gadget" - 0:24
10. "Parents Guide to Living" - 1:45
11. "Mr. Coffee" - 2:15
12. "Of Mind and Matter" - 2:45
13. "Stop Whining" - 2:36
14. "Lagwagon" - 2:49

## Créditos
- Joey Cape - Voz
- Shawn Dewey - Guitarra
- Chris Flippin - Guitarra
- Jesse Buglione - Bajo
- Derrick Plourde - Batería

- Datos: Q1264170